# ترگوننک
ترگوننک (به فرانسوی: Tréguennec) یک کمون در فرانسه است که در Canton of Pont-l'Abbé واقع شده‌است.

## خصوصیات
ترگوننک ۹٫۶۱ کیلومترمربع مساحت و ۳۳۹ نفر جمعیت دارد.